# Referéndum constitucional de las Islas Marianas del Norte de 1977
Un referéndum constitucional tuvo lugar en las Islas Marianas del Norte el 6 de marzo de 1977. La nueva constitución fue aprobada por el 93% de los electores y entró en vigor el 9 de enero de 1978.

## Antecedentes
Una Asamblea Constitucional había sido elegida y había redactado una nueva constitución entre el 18 de octubre y el 5 de diciembre de 1976.

## Resultados
| Opción                              | Votos | %     |
| ----------------------------------- | ----- | ----- |
| A favor                             |       | 93.30 |
| En contra                           | 258   | 6.70  |
| Votos en blanco/nulos               | 19    | –     |
| Total                               |       | 100   |
| Electores registrados/participación | 6,554 | 58.00 |
| Fuente: Direct Democracy            |       |       |